# Обервалльменах
Обервалльменах (нем. Oberwallmenach) — община в Германии, в земле Рейнланд-Пфальц. 
Входит в состав района Рейн-Лан. Подчиняется управлению Настеттен.  Население составляет 206 человек (на 31 декабря 2010 года). Занимает площадь 3,18 км².